# Bernard de Rouergue
Bernard de Toulouse ou de Rouergue (mort entre août et décembre 872), fut comte de Toulouse, de Rouergue, de Quercy (863-872), de Carcassonne et de Razès (871 ou 872), mais également comte de Pallars et de Ribagorce  . Fils de Raimond Ier, comte de Toulouse et de Rouergue, il participe à l'implantation de la famille raimondine dans le Midi toulousain. Proche du roi des Francs, Charles II le Chauve, il est pris dans un conflit qui l'oppose à Bernard Plantevelue, comte d'Auvergne, et à Bernard, comte de Rouen, il meurt assassiné.
Il est considéré par la plupart des historiens récents comme Bernard le Veau,,,,,,.
Selon Sébastien Fray, le problème des différents Bernard a été définitivement démêlé par J. Dhondt. C. Settipani, dans La Préhistoire des Capétiens, a prétendu voir en Bernard le Veau un comte d’Autun, en invoquant les travaux de C.B Bouchard, qu’il a manifestement mal interprétés, au dire même de son auteur.

## Biographie
Bernard est le fils de Raimond, et d'une certaine Berthe. Son père est un prince franc possessionné dans le Midi du royaume des Francs, puisqu'il a reçu du roi Charles II le Chauve les comtés de Quercy et de Rouergue en 849, et ceux de Rouergue, de Toulouse, de Carcassonne et de Razès en 862. Raimond renforce son pouvoir et poursuit le mouvement d'appropriation des bénéfices comtaux par les familles princières : Bernard est qualifié de comte sur une charte en faveur de l'abbaye de Vabres en novembre 862, ce qui laisse penser qu'il avait été associé par Raimond au pouvoir, sans doute avec l'appui et l'approbation de Charles le Chauve, qui voyait ainsi le moyen de s'assurer la fidélité de Raimond et de ses fils.
La situation de roi Charles le Chauve est d'ailleurs fragile depuis que, à la fin de l'année 861, il a essayé de s'emparer du royaume de Provence, tenu par son neveu Charles de Provence : la noblesse provençale menée par le comte de Vienne, Girart, le met en échec avec le soutien de plusieurs nobles d'Aquitaine et de Gothie, parmi lesquels le puissant comte de Barcelone et marquis de Gothie, Unifred. En 863, Unifred pénètre dans le comté de Toulouse pour affronter Raimond Ier, resté fidèle à Charles le Chauve. Profitant peut-être d'une trahison, il occupe la ville de Toulouse, ainsi que le reste du comté. C'est probablement à ce moment que meurt Raimond.
En 864, Hunfrid est cependant mis en échec et doit fuir ses domaines. Entre 864 et 865, Charles le Chauve, qui a repris le contrôle de l'Aquitaine et de la Gothie, procède à la redistribution des biens des rebelles : Bernard reçoit les comtés de Toulouse, de Rouergue, et du Quercy. Comme comte de Toulouse, dont le pouvoir s'étend au-delà des Pyrénées sur une partie de la marche d'Espagne, à la frontière avec al-Andalus, il porte également le titre de marquis.
Sa politique s'appuie sur le réseau des nombreux monastères. Le monastère de Vabres, qui a été fondé par son père dans le Rouergue, bénéficie particulièrement de la faveur comtale. Il reçoit des donations de Bernard et de sa mère le jour du dimanche saint de 865.
En août 868 Bernard est avec Charles le Chauve et Bernard de Gothie au palais de Pistes dans le diocèse de Rouen.
Le 22 juin 870, il accompagne le roi au palais de Morienval, près de Compiègne et obtient une confirmation de privilèges pour le monastère de Vabres. En août 870, Bernard est dans le Quercy, où il tient un plaid afin de juger une affaire qui concerne Gairulf, abbé de Beaulieu. En 871, il confirme les privilèges donnés par Charles le Chauve à l'abbaye royale de Santa María de Alaón , en Ribagorce, et la place sous sa protection.
Cette politique n'empêche pas Bernard d'usurper d'autres biens ecclésiastiques. Il entre en particulier en conflit avec l'archevêque de Reims Hincmar au sujet des biens que le chapitre de la cathédrale de Reims possédait dans les comtés de Poitou, de Limoges et d'Auvergne. Ces biens avaient déjà été cédés en précaire par le chapitre de Reims à ses prédécesseurs, Frédelon et Raimond Ier, mais Hincmar le lui refuse. Bernard décide de se les approprier malgré tout et les confie à ses propres vassaux. Hincmar fait alors appel au comte d'Auvergne, Bernard II Plantevelue, et au comte de Rouen, lui aussi prénommé Bernard, pour qu'ils appuient sa position.
L'opposition entre Bernard de Toulouse-Rouergue et Bernard Plantevelue prend d'ailleurs l'allure d'une vengeance familiale qui oppose les Raimondins aux Guilhelmides, car le grand-père du premier, Frédelon, avait obtenu le comté de Toulouse à la suite de l'exécution du frère du second, Guillaume de Septimanie, décapité en 850 sur ordre de Charles le Chauve.
En 872, le roi Charles le Chauve accorde à Bernard des comtés de Carcassonne et de Razès, dans des territoires qui sont également en possession d' Olibia II. Mais Bernard ne les conserve que peu de temps car il est assassiné la même année par un vassal de Bernard Plantevelue. À la mort de Bernard, sans héritier, ses possessions sont partagées : son frère Eudes reçoit le Rouergue, tandis que Olibia II recouvre pleinement les comtés de Carcassonne et de Razès, et Bernard Plantevelue s'octroie les comtés de Toulouse et de Quercy. La situation, confuse, permet aussi à un noble pyrénéen, Raimond, de séparer du comté de Toulouse les territoires qui se trouvaient au-delà des Pyrénées, la Ribagorce et le Pallars.

## Famille
Bernard n'a ni épouse ni enfants connus.